# Веселе (Веселівський старостинський округ)
Весе́ле — село в Україні, у Синельниківському районі Дніпропетровської області. Входить до складу Межівської селищної громади. Населення становить 1 081 осіб.

## Географія
Село Веселе розташоване на відстані 1 км від села Олександрівка та за 1,5 км від села Богданівка. По селу протікає пересихаючий струмок з загатою. Через село проходять автомобільна дорога Т 0406 і залізниця, станція Платформа 347 км.
Село розташоване на сході області за 120 кілометрів від обласного центру у степовій зоні.

## Історія
Поселення було засноване 1878 року. Після спорудження Єкатерининської залізниці 1884 року сюди почали переселятись селяни із сусідньої Іванівки. Поселення називалось Кирпичеве, згодом перейменоване на Веселе.
У 1922-23 роках  у  Веселому діяв український драмгурток, який організував  вчитель Максим Сидорович Павленко (1902, Іванівка -1928 Новопідгороднє) 
В часи радянської влади у Веселому розміщувалась центральна садиба колгоспу «Перемога».
До 2017 року орган місцевого самоврядування — Веселівська сільська рада.12 червня 2020 року, відповідно до розпорядження Кабінету Міністрів України № 709-р від «Про визначення адміністративних центрів та затвердження територій територіальних громад Дніпропетровської області», увійшло до складу Межівської селищної громади.
19 липня 2020 року, в результаті адміністративно-територіальної реформи і ліквідації Межівського району, село увійшло до складу новоутвореного Синельниківського району.

## Сьогодення
У селі є школа, дитячий садок, ФАП, бібліотека, будинок культури. Проходить Донецька залізниця і автошлях Т 0406.

## Населення

### Мова
Розподіл населення за рідною мовою за даними перепису 2001 року:
| Мова            | Кількість | Відсоток |
| --------------- | --------- | -------- |
| українська      | 1033      | 95.56%   |
| російська       | 41        | 3.79%    |
| румунська       | 2         | 0.19%    |
| білоруська      | 1         | 0.09%    |
| інші/не вказали | 4         | 0.37%    |
| Усього          | 1081      | 100%     |

## Розкуркуленні жителі
У 1930-х роках, у період колективізації в СРСР, у селі Веселе відбулося розкуркулення заможних селян. Згідно з архівними документами, до списку розкуркулених потрапили такі жителі:
1. Горобець Микола Іванович (1891 р.н.)
2. Дайнега Григорій Михайлович (1911 р.н.)
3. Дейнега Михайло Захарович (1877 р.н.)
4. Кий Укол Єлисейович (1867 р.н.)
5. Москаленко Емельян Семенович (Селиверстович) (1871 р.н.)
6. Подлеп’ян Іван Кондратович (1885 р.н.)
7. Рябенко Михайло Гаврилович (1907 р.н.)